# Ludwig Athanasius Winterswyl
Ludwig Athanasius Winterswyl (* 3. Juni 1900 in Linn (Krefeld); † 1. Oktober 1942 in Wiehre) war ein deutscher katholischer Theologe.

## Leben
Er trat 1921 als Postulant in der Abtei Maria Laach ein. Franz Rudolf Bornewasser weihte ihn 1925 zum Priester. Ab 1929 studierte er an der Theologischen Fakultät in Tübingen bei Karl Borromäus Adam (Promotion zum Dr. theol. 1932). 1932 verließ er den Orden und zog nach Berlin, wo als Publizist tätig war. Am 7. April 1934 wurde seine Tochter Ricarda Winterswyl geboren. Am Freiburger Wiehre-Bahnhof starb er unter ungeklärten Umständen.

## Schriften (Auswahl)
- Die Heilsbedeutung der Menschheit Jesu in der vornicänischen griechischen Theologie. München 1932, OCLC 247810760.
- Christus im Jahr der Kirche. Kevelaer 1941, OCLC 72391422.
- Sinn und Gestalt der kirchlichen Osterfeier. Würzburg 1949, OCLC 162682935.
- Österliche Ansprachen der Kirchenväter. Würzburg 1949, OCLC 73597857.